# Oospila holochroa
Oospila holochroa är en fjärilsart som beskrevs av Louis Beethoven Prout 1913. Oospila holochroa ingår i släktet Oospila och familjen mätare. Inga underarter finns listade i Catalogue of Life.